# Лодовико ди Кампофрегозо
Лодовико ди Кампофрегозо (итал. Lodovico Fregoso; 1415, Генуя — 1489, Ницца) — дож Генуэзской республики.

## Биография
Лодовико был сыном Бартоломео ди Кампофрегозо и Катерины Орделаффи (дочери синьора Форли), его братом был Джованни ди Кампофрегозо. Он обучался у гуманиста Бартоломео Ивани, который позже учил также его сыновей.
Его первое участие в военных кампаниях относится к 1437 году, когда, по решению своего дяди-дожа Томмазо ди Кампофрегозо, Лодовико было поручено защищать крепость Сарцанелло вместе со своим братом Джованни и кузеном Спинеттой от миланской угрозы. 28 августа 1437 года Лодовико был направлен в Вольтаджо, чтобы заменить своего двоюродного брата Николо Фрегозо во главе военных операций в Нижнем Пьемонте. Дож Томмазо также поручал Лодовико преследование еретиков вальденсов и гуситов, вместе с доминиканским монахом Раффаэле ди Парнасио, известным богословом и инквизитором.
Отличившись в боях при Пьеве-ди-Теко между 1438 и 1439 годами, Лодовико был в 1441 году отправлен в Геную, чтобы защищать замок Леванто близ Ла-Специи от непрерывных атак повстанцев (сторонников семьи Фиески). В том же году он с двумя двоюродными братьями Спинеттой II и Николо участвовал в мирных переговорах с Джованни Антонио Фиески (последний впоследствии был казнен по приказу Джованни ди Кампофрегозо (1405—1448)).
С падением дожа Томмазо 18 декабря 1442 года Лодовико предпочел покинуть Геную и искать убежища у брата Джованни на Корсике, где тот сохранил владения — замок Сан-Коломбано в Рольяно. После энергичной обороны от притязаний семьи Монтальдо, уполномоченной новым дожем из рода Адорно управлять островом, Лодовико и Джованни перешли в контрнаступление и пленили губернатора Монтальдо. Далее Лодовико присоединился к противникам дожа Раффаэле Адорно и его преемника Барнабы Адорно.
Только с назначением своего брата Джованни дожем (30 января 1447 года) Лодовико смог вернуться в Геную и официально войти в свиту дожа. Он получил пост Посла Республики — вместе с Андреа Бартоломео Империале, Пьетро ди Монтенегро, Джакомо Фиески и Бранкалеоне Грилло. В марте 1447 года в Риме он участвовал в торжествах по поводу избрания папой Римским Николая V, своего друга детства. Несколько дней спустя в Неаполе, при дворе Альфонсо V Арагонского, Лодовико ратифицировал мирные соглашения, инициированные дожем Раффаэле Адорно в 1444 году и дававшие арагонцам существенные привилегии в торговле в Средиземном море. Лодовико получил официальный титул синьора Корсики и вернулся на остров для подавления нового народного восстания во главе с Мариано Гаджо.
В 1448 году по приказу брата-дожа Лодовико отправился в Западную Лигурию, вместе с кузенами Николо и Пьетро ди Кампофрегозо (будущим дожем), для ведения новой войны с дель Карретто и обеспечил победу в ней. 16 декабря Джованни умер от продолжительной болезни, и Великий Совет Республики избрал Лодовико новым дожем, тридцать вторым в истории.

## Первое правление
Лодовико также унаследовал титул синьора Сарцаны, который делил с Томмазино Фрегозо (сыном брата Джованни). Новый дож первым делом расширил свои владения за счет области Луниджана, в частности, городов Трезана, Поденцана, Понцано и Аулла. В помощь своей матери Катерине Орделаффи и двоюродному брату Галеотто Фрегозо он направил солдат против семьи Маласпина.
Уже в конце 1450 года последовательные военные поражения на Корсике и в Финале вызвали восстания генуэзцев, и 8 сентября новым дожем был объявлен двоюродный брат Лодовико, Пьетро ди Кампофрегозо, согласно последним историческим гипотезам, немало интриговавший, в союзе с Николо Фрегозо, против дожа.
Пьетро заключил Лодовико в тюрьму, а после освобождения бывший дож покинул Геную и отбыл в свою крепость Сарцана, где к нему присоединилась его жена Джиневра Гаттилузио. 
В это время Лодовико в союзе с матерью Катериной Орделаффи и другими членами семьи Фрегозо (Ладзаро, Паоло Бенедетто и Мартино) начал реализовывать акции протеста против дожа Пьетро. В 1454 году дож заподозрил Лодовико в организации восстания в Генуе и выступил на Сарцану с войском. Лодовико, в свою очередь, получил помощь от флорентийцев. Сражения удалось избежать усилиями кардинала Доменико Капраники.
В 1455 году, в союзе с семьями Адорно и Фиески (историческими врагами Фрегозо), Лодовико попытался поднять население восточной части Лигурии против дожа Пьетро. Он даже пришел к соглашению с Альфонсо V Арагонским, который в июне того же года отправил против Генуи войска. Пьетро, опасаясь военного поражения, решил прийти к соглашению с Лодовико (4 августа 1455 года), передав тому право управления регионом Ла-Специя (за исключением городов Леричи и Порто-Венере, которые оставались под контролем дожа) в обмен на прекращение военных действий.
В январе 1458 года Лодовико извлек выгоду и из соглашений между Пьетро и королём Франции Карлом VII, который вынудил Геную признать власть короны, и присягнул французам. С назначением Жана Анжуйского на пост губернатора Генуи Лодовико вновь получил право управления Ла-Специей. Конфликт по поводу уплаты налога казне в 1458 года привел к переходу Лодовико в оппозицию французскому губернатору. Лодовико также поддержал своего кузена Галеотто Фрегозо, обвинявшегося губернатором в заговоре.
После восстания в Генуе в марте 1461 года против французской короны и возвращения независимости Лодовико привел свой отряд в крепость Кастеллетто на окраине Генуи и попытался сорвать выборы Просперо Адорно новым дожем (12 марта). Тем не менее, спустя несколько дней он пришел с последним к соглашению, по которому он возвращался в Сарцану. Лодовико вернулся в Геную летом 1461 года, чтобы поддержать своего кузена Спинетту в борьбе с французами и конкурентами за пост дожа. Спинетта был избран дожем, но уже 24 июля он отрекся от должности, и Лодовико был избран его преемником.

## Второе и третье правление
В отличие от первого правления, которое длилось два года, второй срок полномочий Лодовико был прерван уже 14 мая 1462 года, когда он был свергнут, а затем заменен другим кузеном — архиепископом Генуи Паоло ди Кампофрегозо. Тем не менее, благодаря посредничеству Спинетты, Правительство четырёх капитанов, утверждённое Советом, вернуло Лодовико полномочия 8 июня того же года. В период третьего правления Лодовико столкнулся с опустошением государственной казны из-за продолжавшихся междоусобиц между генуэзскими семьями.
В январе 1463 года архиепископ Паоло сверг кузена, и Лодовико бежал в Кастеллетто, а затем в свои владения в Сарцане. Здесь он окончательно рассорился со своим племянником Томмазино Фрегозо и столкнулся с миланской угрозой: на его владения двинулись войска Джан Галеаццо Сфорца. Лодовико нашел убежище в замке Леричи, но после осады замок был вынужден сдаться, 27 апреля 1468 года, и передать Милану все свои владения.
Лодовико нашел убежище в Неаполе при дворе Фердинанда II Арагонского, где прожил почти десять лет со званием адмирала. Только в 1478 году, с началом восстания в Генуе против миланского господства, Лодовико присоединился к войскам патриотов в Пьомбино. 18 июля он принял участие во встрече с Просперо Адорно, главой Правительства двенадцати капитанов народа, в Великом Совете. 28 октября он был назначен вторым главой, наряду с Адорно, Правительства двенадцати капитанов. Его полномочия который продолжались до 25 ноября, когда заговор Фрегозо, в котором участвовал сын Лодовико Агостино, положил конец работе Правительства и привел к избранию дожем Баттисты Фрегозо.
Лодовико был назначен капитан-генералом Республики 3 февраля 1480 года. Эту должность он передал сыну Агостино в октябре того же года. Получив обратно свои владения, Лодовико вскоре пришлось столкнуться с сильной армией Флоренции, которая двигалась на покорение Сарцаны. Вместе с сыном, 24 апреля 1484 года, учитывая практическую невозможность защитить свои владения, Лодовико принял решение о продаже Сарцаны, Сарцанелло, Кастельнуово-Магры, Ортоново и Фальчинелло генуэзскому Банку Сан-Джорджо. В ответ флорентийцы захватили округа Кальчионе и Паладжио в регионе в Валь-ди-Кьяна, ранее приобретенные Лодовико у синьора Сиены Толомеи.
Смерть сына Агостино в 1487 году вынудила Лодовико покинуть политику. Он умер во Франции, в Ницце, в 1489 году.

## Личная жизнь
Женой Лодовико была Джиневра Гаттилузио, она родила мужу сыновей Агостино и Антониотто и дочерей Баттистину (будущую жену Амброза Контрари, синьора Феррары), Леонарду и Новеллу.